# Ghislaine Chartron
Pour les articles homonymes, voir Chartron.
Ghislaine Chartron, née en 1961, est une spécialiste française des Sciences de l’information et de la communication, titulaire de la chaire d’« Ingénierie documentaire » au Conservatoire national des arts et métiers. Elle dirige l'Institut national des techniques de la documentation.

## Biographie
Ghislaine Chartron, née le 18 juin 1961, est professeure en sciences de l'information et de la communication au Conservatoire national des arts et métiers (CNAM).
De 1983 à 1990, elle est ingénieure dans le département Recherche et produits nouveaux du Centre de Documentation Scientifique et Technique du CNRS.
Elle est titulaire d'un doctorat en Sciences appliquées obtenu en 1988 à l'Université Paris 7 sous la direction de Daniel Laurent.
De 1990 à 2003, elle est maîtresse de conférences à l'URFIST de Paris et l’École nationale des chartes. Elle y est responsable de formation pour la documentation médicale et pour les sciences dites « dures ».
Après avoir obtenu son habilitation à diriger des recherches en Sciences de l'information et de la communication en 2001, elle est nommée professeure des universités en 2003 à l'ENS Lyon. Elle y fonde et dirige la cellule de veille scientifique et technologique de l'Institut national de recherche pédagogique.
En 2006, elle est titulaire de la chaire d'Ingénierie documentaire au CNAM. Elle y dirige l'Institut national des sciences et techniques de l'information (INTD), et co-fonde le laboratoire DICEN (Dispositifs d’Information et de Communication à l’Ere Numérique) en 2009 avec Manuel Zacklad.

## Titres universitaires
- 1988 : Doctorat de l’Université Paris VII, spécialité Information Scientifique et Technique
- 2001 : Habilitation à diriger des recherches en sciences de l’information et de la communication (Université Claude-Bernard, Lyon). Titre : L’information scientifique et le numérique, sous la direction de Jean-Michel Salaün.
- 2002 : Qualification aux fonctions de professeur des Universités en sciences de l'information et de la communication.

## Carrière
- 1983 – 1990 : ingénieure de recherches au sein du département « Recherche et produits nouveaux » du CDST (Centre de documentation scientifique et technique du CNRS).
- 1990 – 2003 : maître de conférences à l'Unité régionale de formation à l'information scientifique et technique (URFIST) de Paris / École nationale des chartes. Responsable de formation pour la documentation médicale et pour les sciences « dures ».
- 2003 – 2006 : professeure des universités, responsable de la cellule veille scientifique et technologique de l’Institut national de recherche pédagogique (INRP, Lyon). Enseignante à l'École nationale supérieure des sciences de l'information et des bibliothèques.
- Depuis octobre 2006 : professeure titulaire de la chaire d’« Ingénierie documentaire » au Conservatoire national des arts et métiers et directrice de l'Institut national des techniques de la documentation depuis juin 2007.
- Depuis 2018 : présidente du conseil scientifique de l'Enssib. Membre du bureau de l'Association des professionnels de l'information et de la documentation.

## Activités de recherche

### Thèmes de recherche
- Édition scientifique numérique : modèles économiques, open access, stratégies d’acteurs, usages de l’information numérique, reconfiguration de la filière
- Analyse comparée des modèles de publication sur le Web (comparaison des branches sectorielles : édition scientifique, presse, musique, audiovisuel, fiction)
- La médiation numérique, impact sur les métiers du document

### Animation de projets de recherche
- Fondation avec Évelyne Broudoux de la Conférence « Document numérique et société », biannuelle, 4 éditions, publication des actes, Éditions ADBS.
- Animation du groupe de travail Open-access du Groupement Français de l'Industrie de l'Information. Dans le cadre de sa participation à ce groupe de travail, elle a contribué à la rédaction du rapport collectif GFII Synthèse des discussions du groupe de travail GFII sur le libre accès

## Distinctions
- Chevalière de la Légion d'honneur (1 janvier 2016)[6]

## Publications récentes (2016-2018)
- Evelyne Broudoux, Laurence Balicco, Ghislaine Chartron, Viviane Clavier, Isabelle Pailliart (dir), L'éthique en contexte info-communicationnel numérique : Déontologie, régulation, algorithme, espace public, Editions DeBoeck, 2018, 160p
- Ghislaine Chartron. « L’Open science au prisme de la Commission européenne », Education et sociétés, 2018/1 (n° 41), p. 177-193. DOI : 10.3917/es.041.0177. URL : https://www.cairn.info/revue-education-et-societes-2018-1.htm-page-177.htm.
- Ghislaine Chartron, « Géopolitique de l’open access», Colloque ICOA18, Ecole des sciences de l’information (ESI), Rabat, 28-20 novembre 2018, à paraître, prépublication https://www.researchgate.net/publication/329102171_Chartron-ICOA2018-preprint
- Ghislaine Chartron, Joachim Schöpfel. « Open access et Open science en débat », Revue française des sciences de l’information et de la communication, 11 | 2017, URL : http://journals.openedition.org/rfsic/3331 [Publication accessible librement]
- Ghislaine Chartron, Joachim Schöpfel (dir.). Libre accès aux publications et sciences ouvertes en débat. Revue française des sciences de l’information et de la communication, 11 | 2017, URL : http://journals.openedition.org/rfsic/2868 [Articles accessibles librement]
- Christophe Boudry, Ghislaine Chartron. « Availability of digital object identifiers in publications archived by PubMed », Scientometrics, March 2017, Vol. 110, N°3, pp. 1453–1469
- Ghislaine Chartron. « Stratégie, politique et reformulation de l’open access », Revue française des sciences de l’information et de la communication ». Revue française des sciences de l’information et de la communication, 2016, n°8, URL : http://journals.openedition.org/rfsic/1836  [Article accessible librement].
- Souad Odeh, Ghislaine Chartron. « Acteurs et économie des métadonnées du livre en France : analyse et avenir». Documentation et bibliothèques, 2016, vol. 62, n°1, pp. 3-47
- Ghislaine Chartron. « Edition et publication des contenus : regard transversal sur la transformation des modèles », in Publier, éditer, éditorialiser, Nouveaux enjeux de la production numérique, DeBoeck Editeur, 2016, pp. 9-36. URL : https://halshs.archives-ouvertes.fr/halshs-01522295 [Publication accessible librement]